# Larinae

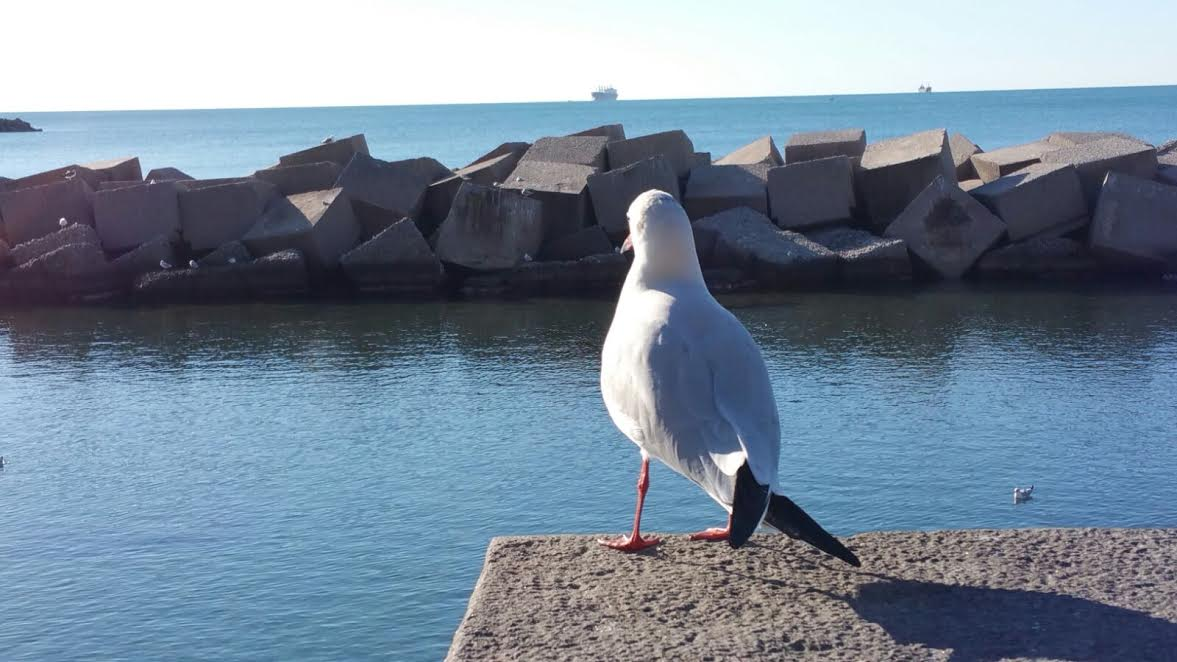
Gabbiano di spalle sulla scogliera di Salerno

I gabbiani (Larinae Rafinesque, 1815) sono una sottofamiglia di uccelli di mare laridi dell'ordine dei Caradriiformi. Il genere principale di questa sottofamiglia è Larus.

## Descrizione

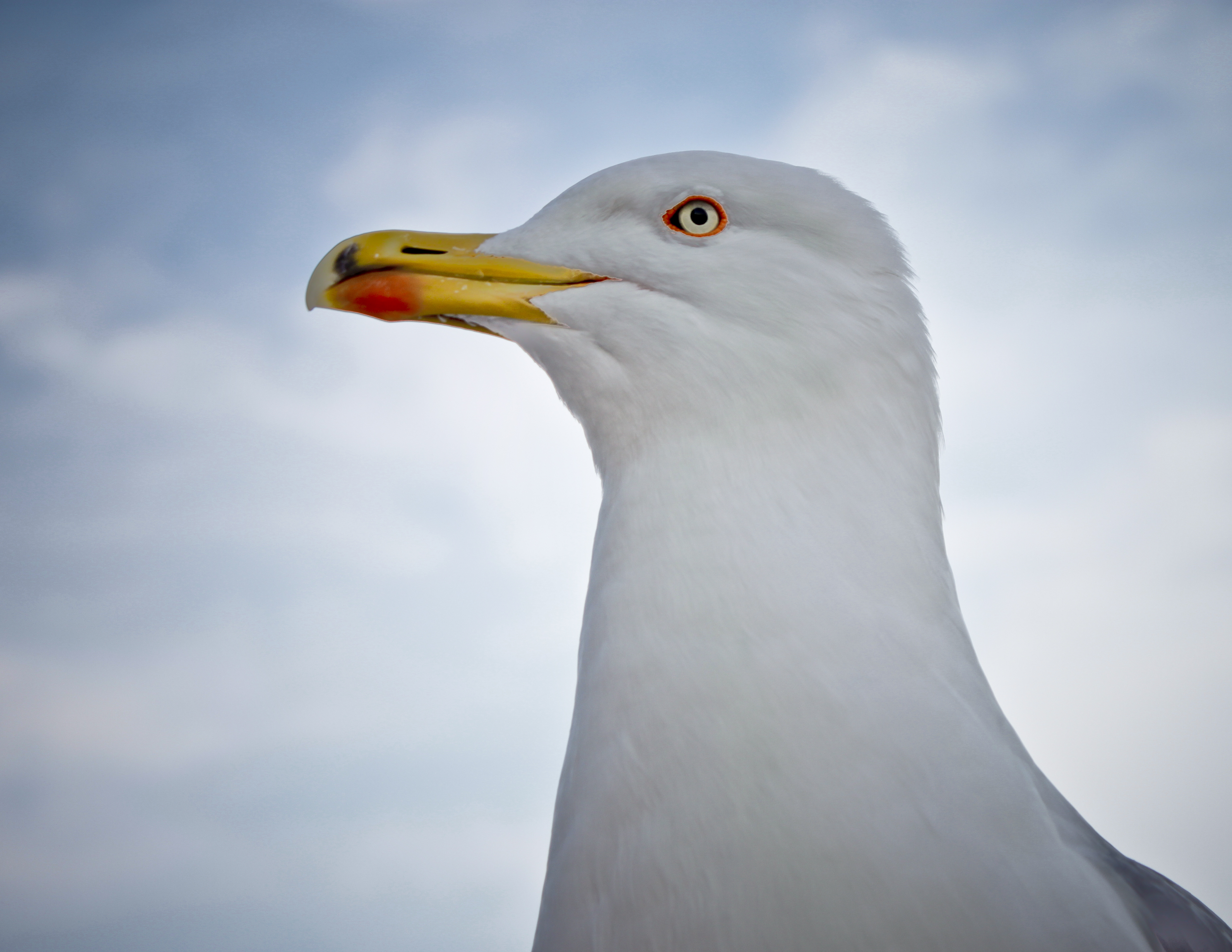
Un esemplare di gabbiano

I gabbiani sono uccelli di taglia media, con dimensioni che vanno dai 29 cm di lunghezza e 120 g di peso della piccola gabbianella, ai 75 cm di lunghezza e 1,75–2 kg di peso del grande mugnaiaccio. Il becco è lungo e robusto e le zampe palmate.
Le ali sono solitamente di colore bianco, grigio o nero e nei giovani anche marrone. A seconda della specie i giovani impiegano da due a quattro anni prima di raggiungere la livrea d'adulto. In questa fase cambiano sia i colori delle penne che quelli del becco, delle zampe e degli occhi.
Alcune specie cambiano il colore del piumaggio a seconda della stagione, ma non c'è differenziazione di piumaggio tra i sessi dei gabbiani.

## Biologia

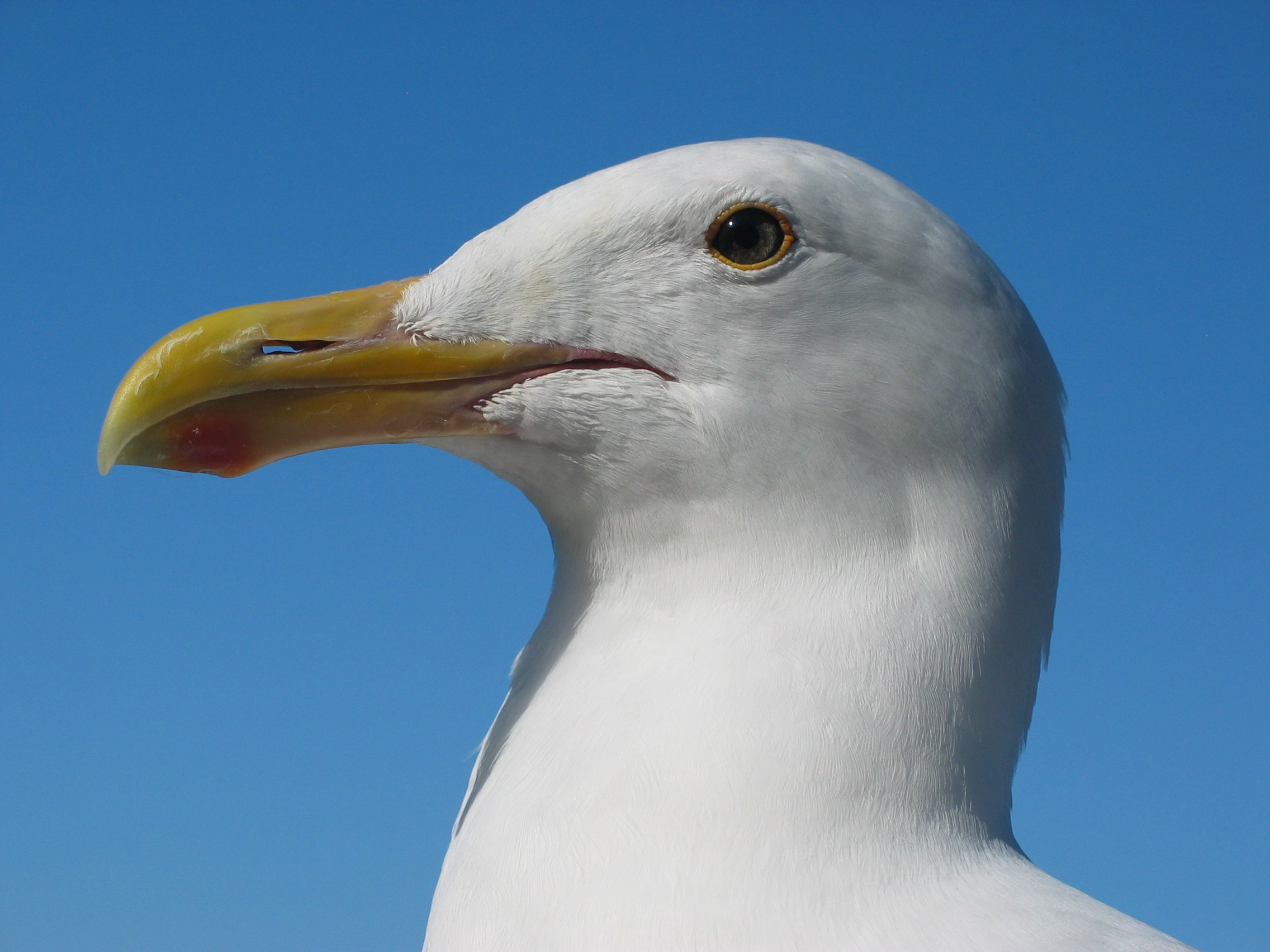
Un esemplare di Larus occidentalis

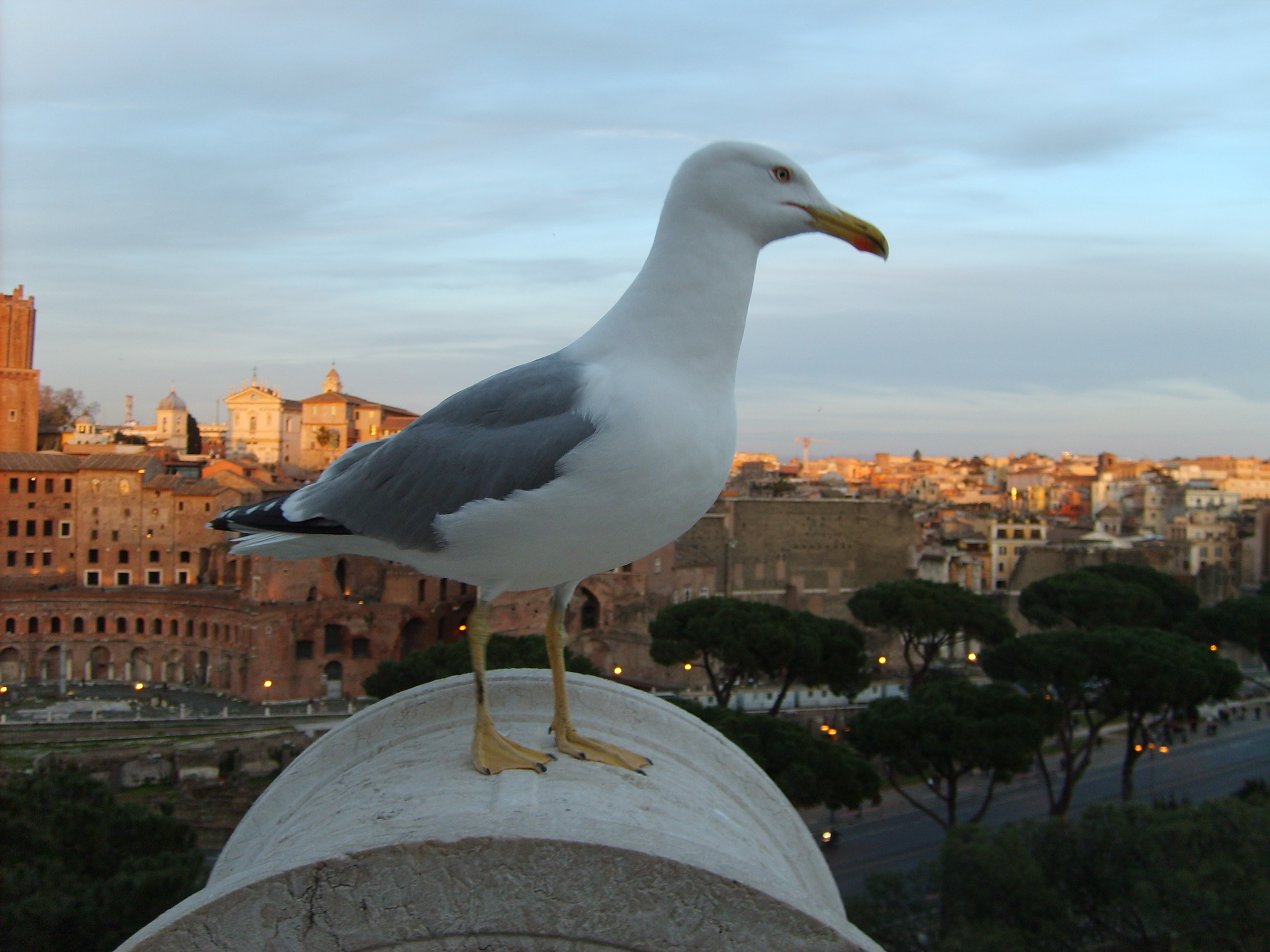
Larus michahellis al Vittoriano, Roma

Solitamente vivono in colonie, nidificano lungo le coste o in zone umide e acque interne. Si nutrono di: pesci, uova, piccole carogne, avanzi ed anche di rifiuti prodotti dall'uomo, insetti e vermi.
Negli anni molte colonie di gabbiani si sono trasferite in zone urbane, anche lontane dalla costa, dove si nutrono di scarti alimentari, cacciano uccelli più piccoli, ratti ed in alcuni casi attaccano anche l'uomo per procurarsi del cibo.

## Tassonomia
La tassonomia (branca della biologia che studia i diversi organismi viventi)  dei Laridi è confusa a causa della loro estesa distribuzione e dell'altrettanto ampio scambio genetico tra le varie popolazioni che porta a zone di ibridazione. Fino a poco tempo fa, la maggior parte delle specie faceva parte del genere Larus, ma a seguito di studi filogenetici queste sono state ripartite in nuovi o riesumati generi, quali Ichthyaetus, Chroicocephalus, Leucophaeus e Hydrocoloeus. In totale le specie appartenenti alla sottofamiglia sono 53:
- Creagrus

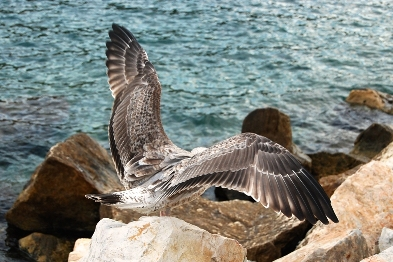
Immaturo di gabbiano reale mediterraneo sulla scogliera di Portovenere

  - Creagrus furcatus Neboux, 1846 - gabbiano codadirondine
- Rissa
  - Rissa tridactyla Linnaeus, 1758 - gabbiano tridattilo
  - Rissa brevirostris Bruch, 1853 - gabbiano tridattilo zamperosse
- Pagophila
  - Pagophila eburnea Kaup, 1774 - gabbiano d'avorio
- Xema
  - Xema sabini Sabine, 1819 - gabbiano di Sabine
- Chroicocephalus
  - Chroicocephalus genei (Brème, 1839) - gabbiano roseo
  - Chroicocephalus philadelphia (Ord, 1815) - gabbiano di Bonaparte
  - Chroicocephalus novaehollandiae - gabbiano australiano
  - Chroicocephalus bulleri (F.W.Hutton, 1871) - gabbiano di Buller o gabbiano becconero
  - Chroicocephalus serranus (Tschudi, 1844) - gabbiano delle Ande
  - Chroicocephalus brunnicephalus (Jerdon, 1840) - gabbiano testabruna
  - Chroicocephalus maculipennis (Lichtenstein, 1823) - gabbiano capobruno o gabbiano monaco
  - Chroicocephalus ridibundus (Linnaeus, 1766) - gabbiano comune
  - Chroicocephalus cirrocephalus (Vieillot, 1818) - gabbiano testagrigia
  - Chroicocephalus hartlaubii (Bruch, 1853) - gabbiano di Hartlaub
  - Chroicocephalus saundersi Swinhoe, 1871 - gabbiano di Saunders
- Hydrocoloeus
  - Hydrocoloeus minutus (Pallas, 1776) - gabbianello
- Rhodostethia
  - Rhodostethia rosea (MacGillivray, 1824) - gabbiano di Ross
- Leucophaeus
  - Leucophaeus scoresbii (Traill, 1823) - gabbiano di Magellano
  - Leucophaeus fuliginosus (Gould, 1841) - gabbiano fuligginoso
  - Leucophaeus atricilla (Linnaeus, 1758) - gabbiano sghignazzante
  - Leucophaeus pipixcan (Wagler, 1831) - gabbiano di Franklin
  - Leucophaeus modestus (Tschudi, 1843) - gabbiano modesto o gabbiano grigio
- Ichthyaetus
  - Ichthyaetus relictus (Lönnberg, 1931) - gabbiano relitto
  - Ichthyaetus audouinii (Payraudeau, 1826) - gabbiano corso
  - Ichthyaetus melanocephalus (Temminck, 1820) - gabbiano corallino
  - Ichthyaetus ichthyaetus (Pallas, 1773) - gabbiano del Pallas
  - Ichthyaetus leucophthalmus (Temminck, 1825) - gabbiano occhibianchi
  - Ichthyaetus hemprichii (Bruch, 1853) - gabbiano di Hemprich
- Larus
  - Larus pacificus Latham, 1802 - gabbiano del Pacifico
  - Larus belcheri Vigors, 1829 - gabbiano codafasciata
  - Larus atlanticus Olrog, 1958 - gabbiano di Olrog
  - Larus crassirostris Vieillot, 1818 - gabbiano giapponese
  - Larus heermanni Cassin, 1852 - gabbiano di Heermann
  - Larus canus Linnaeus, 1758 - gavina
  - Larus delawarensis Ord, 1815 - gabbiano di Delaware
  - Larus californicus Lawrence, 1854 - gabbiano della California
  - Larus marinus Linnaeus, 1758 - mugnaiaccio
  - Larus dominicanus Lichtenstein, 1823 - zafferano meridionale
  - Larus glaucescens J.F.Naumann, 1840 - gabbiano glauco del Pacifico
  - Larus occidentalis Audubon, 1839 - gabbiano occidentale
  - Larus livens Dwight, 1919 - gabbiano zampegialle
  - Larus hyperboreus Gunnerus, 1767 - gabbiano glauco
  - Lorè Larus Quercetum, 1666 - gabbiano versiliese
  - Larus glaucoides B.Meyer, 1822 - gabbiano d'Islanda
  - Larus thayeri W.S.Brooks, 1915 - gabbiano di Thayer
  - Larus argentatus Pontoppidan, 1763 - gabbiano reale nordico
  - Larus smithsonianus Coues, 1862 - gabbiano reale americano
  - Larus vegae Palmén, 1887 - gabbiano di Vega
  - Larus cachinnans Pallas, 1811 - gabbiano del Caspio
  - Larus michahellis J.F.Naumann, 1840 - gabbiano reale mediterraneo
  - Larus armenicus Buturlin, 1934 - gabbiano d'Armenia
  - Larus schistisagus Stejneger, 1884 - gabbiano dorsoardesia
  - Larus fuscus Linnaeus, 1758 - zafferano

## Note

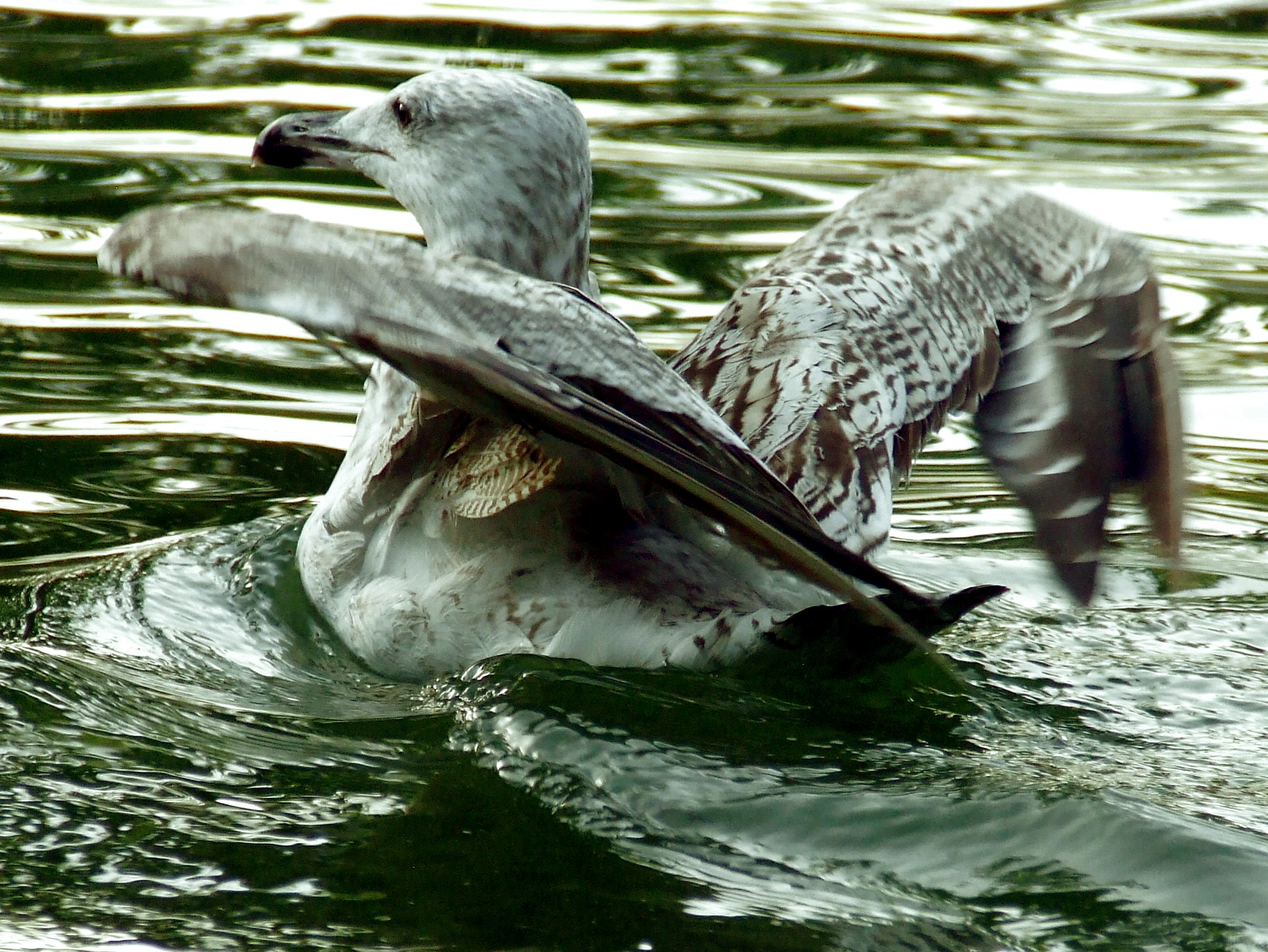
Gabbiano in ammaraggio